# 苗栗縣立興華高級中學
苗栗縣立興華高級中學，簡稱興華高中，位於中華民國苗栗縣頭份市，附設有國中部，為兼具有國、高中連貫之社區型完全中學。目前是當地頭份市一間附設國中部及兼辦技術類科之縣立普通型高中。

## 學校簡介

### 校訓
禮、義、廉、恥

## 歷史
- 1968年：苗栗縣立興華國民中學成立，暫借斗煥國小和僑善國小教室上課。同年11月29日首期校舍完工，該日定為校慶日。
- 1995年：奉准設立附設國民中學補習學校及美容美髮、汽車修護技藝中心。
- 1997年：學制改制為完全中學‧，更名為苗栗縣立興華中學，招收高中部學生4班，並增設圖書館的編制，同年成立國中部美術班。
- 2000年：高中部增設體育班，國中部增設多元學習中心(資源班)。
- 2001年：教育部完全中學試辦計劃停止，8月1日奉命改制為苗栗縣立興華高級中學。
- 2016年：綜合高中學制變更為普通科與技術類科，學術學程改制為普通科、商業服務學程改制為商業經營科、資訊應用學程改制為資料處理科。

## 歷任校長
| 任期 | 姓名       | 任職日期   | 離職日期  | 備註                                                     |
| ---- | ---------- | ---------- | --------- | -------------------------------------------------------- |
| 1    | 呂榮泉先生 | 1968年8月  | 1980年3月 | 調職苗栗縣立竹南國民中學                                 |
| 2    | 張國文先生 | 1980年3月  | 1984年9月 | 原苗栗縣立照南國民中學校長轉任，調職苗栗縣立三灣國民中學 |
| 3    | 顧海濱先生 | 1984年9月  | 1988年8月 | 原苗栗縣立照南國民中學校長轉任，調職苗栗縣立鶴岡國民中學 |
| 4    | 黃文宏先生 | 1988年3月  | 1994年3月 | 原苗栗縣立南和國民中學校長轉任，調職苗栗縣立公館國民中學 |
| 5    | 黃德慶先生 | 1994年11月 | 2004年1月 | 原苗栗縣立文英國民中學校長轉任，屆齡退休                 |
| 6    | 陳鎮祥先生 | 2004年2月  | 2007年7月 | 原苗栗縣立建國國民中學校長轉任，調回原校                 |
| 7    | 魏早炯先生 | 2007年8月  | 2011年7月 | 原苗栗縣立竹南國民中學校長轉任，調職苗栗縣立大同高級中學 |
| 8    | 鄒義昌先生 | 2011年8月  | 2018年7月 | 原苗栗縣立照南國民中學校長轉任，任滿退休                 |
| 9    | 胡文生先生 | 2018年8月  | 現任      | 原苗栗縣立竹南國民中學校長轉任                           |

## 國中部學區
- 頭份市：流東里、珊湖里、斗煥里、新華里、興隆里、上埔里、土牛里、頭份里、自強里（3-10鄰、13鄰）、仁愛里【為興華高中國中部、頭份國中共同學區】
- 三灣鄉：內灣村【為興華高中國中部、三灣國中共同學區】

## 外部連結
- 苗栗縣立興華高級中學網站 （页面存档备份，存于）
- 苗栗縣立興華高中Miaoli County Hsing Hua Senior High School的Facebook專頁